# Edith Ottosen
Edith Charlotte Ottosen, född 1928 i Levanger, död 1990, var en norsk skådespelare.
Ottosen, som växte upp i Köpenhamn, debuterade 1951 på Aarhus Teater. Hon var mellan 1954 och 1984 anställd på Rogaland Teater, där hon var en drivande kraft och spelade i en bred repertoar, bland andra Evelinde i Arne Garborgs Læraren, Elmire i Molières Tartuffe, Maria i Anton Tjechovs Onkel Vanja och den lokalt populära Bertine i Leiv Isaksens Maktå på Straen.

## Filmografi
- 1954 – Heksenetter
- 1958 – Människor på flykt
- 1974 – Kimen